# Cardamine cordata
Cardamine cordata är en korsblommig växtart som beskrevs av François Marius Barnéoud. Cardamine cordata ingår i släktet bräsmor, och familjen korsblommiga växter. Inga underarter finns listade i Catalogue of Life.